# 岩寺新四军军部旧址
29°49′23″N 118°19′50″E / 29.82306°N 118.33056°E
岩寺新四军军部旧址位于中国安徽省黄山市徽州区岩寺镇，主要包括新四军军部旧址（金家大院）、新四军机要科旧址（洪桥）和新四军练兵、点验处（岩寺文峰塔与凤山台），1998年4月以南方八省红军游击队集中地旧址之名列为安徽省文物保护单位，2013年被列为第七批全国重点文物保护单位。现已设立岩寺新四军军部旧址纪念馆。
1937年10月，南方八省的红军和游击队整编为国民革命军陆军新编第四军，或称“国民革命军新编第四军”，简称新四军。1937年12月25日在湖北汉口建立军部（汉口新四军军部旧址），1938年1月6日移驻南昌（南昌新四军军部旧址）。1938年2月开始集结部队，军部及江南各游击队于2月至4月间先后到皖南歙县岩寺集结整编，第一支队驻潜口，第二支队驻琶村、琶塘，第三支队驻西溪南。4月5日。4月20日，叶挺、陈毅等军部主要负责人在凤山台阅兵。4月26日，叶挺、项英在岩寺鲍家祠堂召开抗日誓师大会。4月28日，粟裕率先遣队奔赴前线。5月1日，陈毅率第一支队前往苏南茅山。5月5日军部移驻太平，5月26日迁往南陵土塘，7月1日迁至泾县云岭，期间在岩寺设有留守处。5月中旬，张云逸、谭震林率第二、第三支队奔赴前线。
当时新四军军部驻荫山路22号金家大院，占地约3000平方米。叶挺住在金家大院居中楼房 （金霭时宅），左右的金霁时、金雨时宅分别为项英住处和政治部驻地。军部机关及其下属机构卫士排、军需处、参谋处等同时设在军部附近的百姓家中，机要科及电台设在军部以东百余米的洪桥桥西 “香积”小屋。洪桥始建于明代，为三孔石构廊桥。洪桥西侧还有一座明正德十一年（1517年）所建的进士第门楼。
岩寺文峰塔与凤山台是新四军在岩寺集结整编时的主要练兵场所。文峰塔始建于明嘉靖二十三年（1544年），七层八角，高62米。凤山台在文峰塔旁，由红石砌筑，长40米，宽18米，高5米。
- 金家大院
- 金家大院
- 洪桥
- 洪桥西侧
- 进士第门楼
- 岩寺兵站旧址
- 副官处旧址
- 岩寺文峰塔与凤山台